# Fashawn
Santiago Leyva  (født 27. oktober 1988), professionelt kendt under navnet Fashawn, er en amerikansk underground hiphopkunstner. Han udgav i 2009 sit debutalbum, Boy Meets World. Albummet er produceret ene og alene af den anerkendte producer Exile – den ene halvdel af gruppen Emanon. Boy Meets World har fået stor succes indenfor underground hiphop. Han har været aktiv rapper siden 2006, og samarbejdet med adskillige undergrunds kunstnere som f.eks. Planet Asia, Diego Redd, Evidence ,Chace Infinite, The Alchemist, Exile, Blu, Aloe Blacc, U-n-i, Krondon, Co$$, Mistah Fab og Statik Selektah.

## Boy Meets World (2009)
Efter en lang række mixtapes, fik 21-årige Fashawn smidt sit første album på gaden. Det blev vel modtaget af hiphopfans, og har for alvor sat Fashawns navn på kortet. Der er gæsteoptræderne af flere førende MC's og kunstnere med på albummet, heriblandt Blu, Evidence, Aloe Blacc og J. Mitchell. Produceren Exile rapper selv med på nummeret 'Bo Jackson'. Boy Meets World af udgivet af pladeselskabet One Records.

## Diskografi

### Albums
- 2009: Boy Meets World (Produceret af Exile)

### Mixtapes
- Grizzly City 1 (2006)
- The Phenom 1 (2007)
- Grizzly City 2 (2007)
- The Phenom 2 (2008)
- One Shot One Kill (2008) (Produceret af Mick Boogie & Terry Urban)
- Higher Learning (2008)
- The Antidote (2009) (Produceret af The Alchemist)